# Aconitum chasmanthum
Aconitum chasmanthum (Stapf ex Holmes, 1903) è una pianta erbacea appartenente alla famiglia delle Ranunculaceae presente in zone di alta montagna nell’Himalaya ed in Mongolia. Come tutte le specie del genere Aconitum possiede degli alcaloidi molto tossici, utilizzati per preparati farmacologici nella medicina ayurvedica.

## Descrizione
Pianta erbacea biannuale la cui altezza può arrivare fino a 50-60 (90) cm. Il fusto, pubescente nella parte superiore, ha una parte inferiore ipogea (rizoma) con radici secondarie di 3–5 cm. 
Le foglie misurano 5–6 cm, glabre, regolarmente distribuite, con quelle nella parte superiore leggermente più piccole. 
infiorescenze costituite da racemi a spiga di 35 cm, rigidi e pubescenti. I singoli fiori hanno brattee filiformi, con pedicelli snelli, lunghi 2,5-3,5 cm. I sepali sono blu-violacei o bianchi con venature bluastre, lunghi 1–2 cm. Formano un calice galeato ad “apertura spalancata” (da cui il nome comune inglese). Gli ovari sono generalmente 5, costituiti da carpelli dritti, senza peli o leggermente pubescenti. Fioritura in agosto-settembre.
I frutti sono follicoli oblunghi di 1-1,5 cm che a maturazione rilasciano i semi, irregolarmente ovoidali.

## Distribuzione e habitat
Si ritrova soprattutto nella parte occidentale dell'Himalaya, tra Pakistan, India e Cina, nella zona del Kashmir e nello stato indiano dell'Himachal Pradesh. Frequenta gli ambienti alpini e subalpini di alta quota dai 2000 ai 3500 m s.l.m..

## Tassonomia

### Sottospecie
Al momento, oltre alla pianta in sé, è accettata una sola sottospecie:
- Aconitum chasmanthum subsp. baltistanicum (Qureshi & Chaudhri, 1987)[6]

### Specie simili
"Aconitum violaceum" è considerata specie affine, con caratteri distintivi a carico della forma del rizoma e della assenza di pubescenza nel carpello.

## Usi

### Farmacia
Composti chimici principali presenti nella pianta: aconitina, indaconitina. Queste sostanze alcaloidi sono dannose per l'uomo. Pertanto deve essere usata sotto la vigilanza costante del medico o del farmacista. 

Nella medicina ayurvedica indiana le radici disidratate vengono utilizzate per preparati fitoterapici, insieme ad altre specie di "Aconitum", chiamati "Vatsanabha".

## Conservazione
È fortemente minacciata a causa della raccolta intensiva per il commercio e la vendita delle parti della pianta utilizzate nella medicina tradizionale indiana; questa pratica è molto dannosa in quanto viene estirpata anche la parte ipogea, limitando le capacità riproduttive della specie. Nel 2003 venne stimato un declino dell'80% della popolazione in 10 anni e le stime attuali (2015) hanno confermato il trend. Si è proposto di includere la specie nella lista delle piante protette dalla Convenzione sul commercio internazionale delle specie minacciate di estinzione (CITES), ma ancora senza esito. Pertanto è inserita nella categoria CR (in pericolo critico) della Lista rossa IUCN.